# San Miguel de Aguayo
San Miguel de Aguayo is een gemeente in de Spaanse provincie en regio Cantabrië met een oppervlakte van 36,00 km². San Miguel de Aguayo telt 160 inwoners (1 januari 2016).

## Demografische ontwikkeling
Bron: INE, 1857-2011: volkstellingen
Opm.: In 1857 werd de gemeente Santa María de Aguayo aangehecht

## Sport
San Miguel de Aguayo was op 25 augustus 2022 aankomstplaats van een etappe in de wielerkoers Ronde van Spanje. De finish van deze etappe lag na de beklimming van de Pico Jano (1.128m hoog, 12,6km klimmen aan gemiddeld 6,7%). Deze etappe werd gewonnen door de Australiër Jay Vine en de Belg Remco Evenepoel reed er de Fransman Rudy Molard uit de leiderstrui.